# Lijst van rijksmonumenten in Den Haag/Zeestraat
Een overzicht van de 27 rijksmonumenten in de stad Den Haag gelegen aan of bij de Zeestraat.
| Object                                       | Oorspronkelijke functie?  | Bouwjaar  | Architect    | Locatie       | Coördinaten?                | Nr.?   | Afbeelding                                   |
| -------------------------------------------- | ------------------------- | --------- | ------------ | ------------- | --------------------------- | ------ | -------------------------------------------- |
| Panorama Mesdag                              | Welzijn, kunst en cultuur | 1881      | G. Klomp     | Zeestraat 65  | 52° 5' 5" NB, 4° 18' 12" OL | 18113  | Panorama Mesdag                              |
| Statig woonhuis van harmonische architectuur | Woonhuis                  | ca. 1860  |              | Zeestraat 67  | 52° 5' 9" NB, 4° 18' 9" OL  | 18114  | Meer afbeeldingen                            |
| Statig woonhuis van harmonische architectuur | Woonhuis                  | ca. 1860  |              | Zeestraat 69  | 52° 5' 9" NB, 4° 18' 9" OL  | 18115  | Meer afbeeldingen                            |
| Statig woonhuis van harmonische architectuur | Handel en kantoor         | ca. 1860  |              | Zeestraat 71  | 52° 5' 9" NB, 4° 18' 9" OL  | 18116  | Meer afbeeldingen                            |
| Statig woonhuis van harmonische architectuur | Woonhuis                  | ca. 1860  |              | Zeestraat 77  | 52° 5' 9" NB, 4° 18' 8" OL  | 18117  | Statig woonhuis van harmonische architectuur |
| Statig woonhuis van harmonische architectuur | Woonhuis                  | ca. 1860  |              | Zeestraat 85  | 52° 5' 10" NB, 4° 18' 8" OL | 18118  | Statig woonhuis van harmonische architectuur |
| Statig woonhuis van harmonische architectuur | Woonhuis                  | ca. 1860  |              | Zeestraat 62  | 52° 5' 6" NB, 4° 18' 10" OL | 18119  | Meer afbeeldingen                            |
| Statig woonhuis van harmonische architectuur | Woonhuis                  | ca. 1860  |              | Zeestraat 64  | 52° 5' 6" NB, 4° 18' 9" OL  | 18120  | Statig woonhuis van harmonische architectuur |
| Statig woonhuis van harmonische architectuur | Woonhuis                  | ca. 1860  |              | Zeestraat 66  | 52° 5' 7" NB, 4° 18' 9" OL  | 18121  | Statig woonhuis van harmonische architectuur |
| Statig woonhuis van harmonische architectuur | Woonhuis                  | ca. 1860  |              | Zeestraat 66A | 52° 5' 7" NB, 4° 18' 8" OL  | 18122  | Statig woonhuis van harmonische architectuur |
| Statig woonhuis van harmonische architectuur | Woonhuis                  | ca. 1860  |              | Zeestraat 66B | 52° 5' 7" NB, 4° 18' 8" OL  | 18123  | Meer afbeeldingen                            |
| Statig woonhuis van harmonische architectuur | Woonhuis                  | ca. 1860  |              | Zeestraat 68  | 52° 5' 7" NB, 4° 18' 8" OL  | 18124  | Meer afbeeldingen                            |
| Statig woonhuis van harmonische architectuur | Woonhuis                  | ca. 1860  |              | Zeestraat 70  | 52° 5' 8" NB, 4° 18' 8" OL  | 18125  | Meer afbeeldingen                            |
| Statig woonhuis van harmonische architectuur | Woonhuis                  | ca. 1860  |              | Zeestraat 72  | 52° 5' 8" NB, 4° 18' 7" OL  | 18126  | Meer afbeeldingen                            |
| Statig woonhuis van harmonische architectuur | Handel en kantoor         | ca. 1860  |              | Zeestraat 76  | 52° 5' 9" NB, 4° 18' 7" OL  | 18127  | Meer afbeeldingen                            |
| Statig woonhuis van harmonische architectuur | Handel en kantoor         | ca. 1860  |              | Zeestraat 78  | 52° 5' 9" NB, 4° 18' 6" OL  | 18128  | Meer afbeeldingen                            |
| Statig woonhuis van harmonische architectuur | Werk-woonhuis             | ca. 1860  |              | Zeestraat 80  | 52° 5' 10" NB, 4° 18' 6" OL | 18129  | Meer afbeeldingen                            |
| Statig woonhuis van harmonische architectuur | Woonhuis                  | ca. 1860  |              | Zeestraat 84  | 52° 5' 10" NB, 4° 18' 5" OL | 18130  | Statig woonhuis van harmonische architectuur |
| Statig woonhuis van harmonische architectuur | Handel en kantoor         | ca. 1860  |              | Zeestraat 86  | 52° 5' 10" NB, 4° 18' 5" OL | 18131  | Statig woonhuis van harmonische architectuur |
| Statig woonhuis van harmonische architectuur | Handel en kantoor         | ca. 1860  |              | Zeestraat 88  | 52° 5' 10" NB, 4° 18' 5" OL | 18132  | Statig woonhuis van harmonische architectuur |
| Statig woonhuis van harmonische architectuur | Handel en kantoor         | ca. 1860  |              | Zeestraat 90  | 52° 5' 10" NB, 4° 18' 5" OL | 18133  | Meer afbeeldingen                            |
| Statig woonhuis van harmonische architectuur | Woonhuis                  | ca. 1860  |              | Zeestraat 92  | 52° 5' 11" NB, 4° 18' 4" OL | 18134  | Statig woonhuis van harmonische architectuur |
| Statig woonhuis van harmonische architectuur | Woonhuis                  | ca. 1860  |              | Zeestraat 94  | 52° 5' 11" NB, 4° 18' 4" OL | 18135  | Statig woonhuis van harmonische architectuur |
| Statig woonhuis van harmonische architectuur | Woonhuis                  | ca. 1860  |              | Zeestraat 96  | 52° 5' 11" NB, 4° 18' 4" OL | 18136  | Statig woonhuis van harmonische architectuur |
| Statig woonhuis van harmonische architectuur | Woonhuis                  | ca. 1860  |              | Zeestraat 98  | 52° 5' 11" NB, 4° 18' 3" OL | 18137  | Statig woonhuis van harmonische architectuur |
| Statig woonhuis van harmonische architectuur | Woonhuis                  | ca. 1860  |              | Zeestraat 100 | 52° 5' 12" NB, 4° 18' 3" OL | 18138  | Statig woonhuis van harmonische architectuur |
| Flatgebouw Willemspark                       | Appartementengebouw       | 1929-1931 | A.H. Wegerif | Zeestraat 73  | 52° 5' 12" NB, 4° 18' 8" OL | 452777 | Meer afbeeldingen                            |